# Vlasmarkt (Kortrijk)
De Vlasmarkt is een plein in de binnenstad van de Belgische stad Kortrijk. Het rechthoekige plein is een van de oudste pleintjes in Kortrijk. De Vlasmarkt bevindt zich tussen de Doorniksestraat en de Wijngaardstraat. In de laatste decennia van de 20e eeuw heeft dit pleintje zich ontwikkeld tot een populaire uitgaansbuurt voor de jeugd met diverse cafeetjes en frituren. Toen het plein begin jaren 2000 werd heraangelegd, werd het volledig verkeersvrij gemaakt met talrijke bomen en een fonteintje nabij de bushalte.

## Trivia
- Naar aanleiding van de geplande afbraak van een zijde van het plein om hier nieuwe appartementsgebouwen te realiseren, werd eind 2009 een grote actie op het touw gezet met de naam "Red de Vlasmarkt". Hierbij wordt onder meer door de café-uitbaters en talrijke bezoekers van het pleintje geijverd om het uitgaanskarakter van het pleintje te behouden.
- Het plein komt vrij regelmatig in beeld in de tv-serie De Rodenburgs, waar de personages vaak in een bepaald café te zien zijn.